# Broome (Norfolk)
Broome is een civil parish in het bestuurlijke gebied South Norfolk, in het Engelse graafschap Norfolk met 458 inwoners.